# جیسون واتکینز
جیسون واتکینز (انگلیسی: Jason Watkins؛ زادهٔ ۲۸ اکتبر ۱۹۶۶) بازیگر اهل بریتانیا است. وی از سال ۱۹۸۶ میلادی تاکنون مشغول فعالیت بوده‌است.
از فیلم‌ها یا برنامه‌های تلویزیونی که وی در آن نقش داشته‌است، می‌توان به ترفند، ایست‌اندرز، تلفات، هتل بابل، داخل شماره ۹، آدمکشان میدسامر، پوآرو، انسان بودن، دوریت کوچک، دکتر هو، تاج توخالی، تابو، تاج، کودک وحشی، قطب‌نمای طلایی، فردا هرگز نمی‌میرد،  نکته باریک، مردی که دن کیشوت را کشت، قانون کودکان، آرزوهای دوردست، فانلند، آنگین، پشیمانی‌های خانم آستین، همپستد و رسوایی‌ای بس انگلیسی اشاره کرد.